# سورين دانيلسون
سورين دانيلسون (بالسويدية: Sören Leopold Gustaf Danielsson)‏ (مواليد 8 فبراير 1930) هو ملاكم سويدي، مثّل بلاده في الألعاب الأولمبية الصيفية 1952.

## روابط خارجية
سورين دانيلسون على موقع أوليمبيديا (الإنجليزية)
- سورين دانيلسون على موقع اللجنة الأولمبية السويدية (السويدية)